# Eustrotia ochra
Eustrotia ochra är en fjärilsart som beskrevs av Turner 1945. Eustrotia ochra ingår i släktet Eustrotia och familjen nattflyn. Inga underarter finns listade i Catalogue of Life.